# Detective Conan: The Phantom of Baker Street
Detective Conan: The Phantom of  Baker Street, conhecido como Case Closed: The Phantom of Baker Street (名探偵コナン ベイカー街の亡霊, Meitantei Konan: Beikā Sutorīto no Bōrei)  nos Estados Unidos, é o sexto filme de Detective Conan. Foi lançado no Japão em 20 de abril de 2002. Phantom of Baker Street é o primeiro filme da série escrito por Hisashi Nozawa. Este foi o último filme de Detective Conan feito em animação tradicional. Foi lançado em 16 de fevereiro de 2010 nos Estados Unidos em DVD. Este filme rendeu 3,4 bilhões de ienes em bilheteria. A história apresenta vários personagens e referências à série Sherlock Holmes, na qual Detective Conan é fortemente inspirada. Além de aparecer o serial killer Jack, o Estripador.

## Enredo
A criança prodígio Hiroki Sawada - que, aos dez anos, já é um estudante do MIT
e desenvolveu um software de rastreamento de DNA - está sob a tutela de Thomas Schindler, proprietário da gigante de software Schindler, Inc., desde a morte de sua mãe. Numa noite, em uma sala fortemente protegida no topo do prédio Schindler, onde Hiroki mora, ele termina um sistema de inteligência artificial apelidado de a Arca de Noé, e envia o software através das linhas telefônicas. Os guardas ficam desconfiados quando ele não responde. Eles arrombam a porta, mas descobrem que Hiroki desapareceu, aparentemente tendo pulado do prédio.
Dois anos depois, na prefeitura de Beika, a Schindler, Inc., realiza uma demonstração de um jogo de realidade virtual imersivo chamado Cocoon. Conan, Mouri, Ran e os Detectives Boys (incluindo Haibara Ai) estão participando do evento, mas não podem participar do jogo sem distintivos especiais, que foram atribuídos a crianças associadas aos investidores do jogo e socialites proeminentes como Sonoko. O Professor Agasa e Yusaku Kudo, que estiveram envolvidos no desenvolvimento da história do jogo, participam do evento. Agasa dá a Conan um distintivo, enquanto as outras crianças dos Detective Boys trocam seus Cards Premium Golden do Kamen Yaiba pelos distintivos para se jogar.
Quando os seguranças descobrem que Kashimura, um importante funcionário da Schindler, Inc., foi morto, Yusaku e Conan correm para investigar. Ao descobrir que o teclado de Kashimura tem manchas de sangue em três das teclas (R, T e J), Conan decide participar da demonstração do jogo, esperando que o jogo o leve a uma resposta de quem é o assassino. Yusaku diz que JTR significa na verdade
"Jack, o Estripador", um serial killer britânico do século 19.
Quando a demonstração do jogo começa, o sistema de inteligência artificial de Hiroki, a Arca de Noé, anuncia que assumiu o controle, e diz ao público que se nenhuma das cinquenta crianças conseguir sobreviver ao jogo, isso vai matar as crianças na realidade usando uma grande explosão eletromagnética. As crianças devem escolher um dos cinco tipos de jogos, enquanto o público assiste impotente, incapaz de encerrar o jogo. Conan e os Detective Boys escolhem o quinto, uma recriação do século 19 em Londres ambientada no mundo de Sherlock Holmes. Conan e seus amigos rastreiam a 221B Baker Street, apenas para descobrir que Sherlock Holmes e Dr. Watson estão em Dartmoor. Como Holmes não pode ajudar, as crianças encontram Sebastian Moran e o professor Moriarty. Moriarty diz a Conan que ele treinou Jack, o Estripador, quando Jack era um menino de rua. O professor dá às crianças uma pista sobre a próxima vítima, que acaba sendo Irene Adler, o único amor de Holmes. Alguns dos eventos fazem com que mais crianças sejam eliminadas do jogo, incluindo os Detetives Boys. Enquanto isso, no mundo real, Yusaku investiga o caso e revela que o assassino de Kashimura é o presidente da empresa, Thomas Schindler, que Hiroki descobriu ser um descendente do Jack, o Estripador original.
Eventualmente, apenas três sobraram no jogo: Conan, Ran e outra criança chamada Hideki Moroboshi. Eles seguem Jack, o Estripador, até um trem e Jack é revelado por Conan entre os passageiros. No entanto, Jack captura Ran e coloca o trem em um curso descontrolado. Depois de não conseguir parar o trem, Conan e Hideki confrontam Jack no topo do trem, onde ele se amarrou a Ran. Esperando que Conan possa resolver a situação, Ran se sacrifica pulando do trem e caindo em uma ravina, puxando Jack junto com ela. Enquanto Conan começa a perder as esperanças, Sherlock Holmes aparece e dá a Conan alguns conselhos úteis que eventualmente ajudam Conan e Hideki a sobreviver ao jogo quando o trem cai na estação. Depois de vencer o jogo, Conan revela que Hideki é na verdade Hiroki, que se manifestou como a Arca de Noé. Em uma conversa particular, Hiroki disse que ficou satisfeito com o resultado, pois esperava que as crianças pudessem pintar um futuro melhor do que seus pais e que estava feliz por também poder participar do jogo como jogador. Ele libera as crianças do jogo e depois se apaga.

## Elenco de voz
Os nomes dos personagens estão de acordo com a dublagem em inglês:
| Personagem dublado          | Ator japonês       | Ator americano       |
| --------------------------- | ------------------ | -------------------- |
| Conan Edogawa               | Minami Takayama    | Alison Viktorin      |
| Jimmy Kudo                  | Kappei Yamaguchi   | Jerry Jewell         |
| Richard Moore               | Akira Kamiya       | R. Bruce Elliott     |
| Rachel Moore                | Wakana Yamazaki    | Colleen Clinkenbeard |
| Serena Sebastian            | Naoko Matsui       | Laura Bailey         |
| Dr. Hiroshi Agasa           | Kenichi Ogata      | Bill Flynn           |
| Booker Kudo                 | Hideyuki Tanaka    | John Swasey          |
| Amy Yoshida                 | Yukiko Iwai        | Monica Rial          |
| Mitch Tsuburaya             | Ikue Ohtani        | Cynthia Cranz        |
| George Kojima               | Wataru Takagi      | Mike McFarland       |
| Vi Graythorn                | Megumi Hayashibara | Brina Palencia       |
| Inspetor Meguire            | Chafurin           | Mark Stoddard        |
| Detetive Nicholas Santos    | Kazuhiko Inoue     | Eric Vale            |
| Detetive Harry Wilder       | Wataru Takagi      | Doug Burks           |
| Detetive Kazunobu Chiba     | Isshin Chiba       | Chris Cason          |
| Hiroki Sadawa               | Ai Orikasa         | Maxey Whitehead      |
| Akira Emori                 | Rikako Aikawa      | Chris Cason          |
| Coronel Moran               | Yuzuru Fujimoto    | Bradley Campbell     |
| Sra. Hudson                 | Kei Hayami         | Emily Gray           |
| Jack o Estripador           | Sho Hayami         | Todd Haberkorn       |
| Tadaaki Kashimura           | Hiroaki Hirata     | Robert McCollum      |
| James Moriarty              | Kiyoshi Kobayashi  | Steve Powell         |
| Hideki Moroboshi            | Megumi Ogata       | Luci Christian       |
| Seiichiro Kikukawa          | Mitsuki Saiga      | Mary Morgan          |
| Irene Adler                 | Sumi Shimamoto     | Melinda Allen        |
| Shinya Takizawa             | Urara Takano       | Anastasia Muñoz      |
| Thomas Schindler            | Masane Tsukayama   | Spencer Prokop       |
| Arca de Noé / Hiroki Sawada | Ai Orikasa         | Maxey Whitehead      |

## Música
A música tema do filme é "Everlasting", da banda japonesa B'z. Foi lançado em 2 de julho de 2002 em seu álbum Green.
A trilha sonora oficial foi lançada em 17 de abril de 2002. A trilha custa 3059 ienes, incluindo impostos.

## Recepção
Além de ter conquistado o terceiro lugar na enquete de melhores de filmes da franquia realizado no site oficial em 2006, Aoyama comentou que era o filme preferido de sua mãe. Além disso, ficou em segundo lugar na pesquisa de popularidade de 19 filmes da franquia sucessivos realizada em 2016.

### Resultados de bilheteria
A receita final de bilheteria desse filme foi de 3,4 bilhões de ienes, ultrapassando os 3 bilhões pela primeira vez, e foi a segunda maior bilheteira de filme japonês em 2002. Esse recorde não foi quebrado até que foi alcançado pelo 13º filme, Detective Conan: The Jet Black Tracker, que rendeu 3,5 bilhões de ienes de bilheteira.

## Home Media

### VHS
O VHS do filme foi lançado em 9 de abril de 2003. Foi descontinuado logo depois de 2006, quando foi mudado para o DVD.

### DVD da região 2
O DVD da Região 2 foi lançado em 18 de dezembro de 2002. O DVD inclui o filme em widescreen e o trailer.

### DVD da região 1
O DVD da Região 1 foi lançado em 16 de fevereiro de 2010 pela FUNimation Entertainment. O DVD inclui o filme com dublagem em inglês e dublagem em japonês com legendas em inglês.